# StarRingChild EP
《StarRingChild EP》是日本歌手Aimer的第6张单曲。2014年5月21日由DefSTAR Records发售。

## 概要
《StarRingChild EP》收录有被选为OVA动画《机动战士GUNDAM UC》最后一集主题歌的《StarRingChild》及其伴奏带和Movie版歌曲，另收录有《Even Heaven》、《Mine》两首配曲。本单曲同名主打曲《StarRingChild》是歌手Aimer继前作《RE：I AM》（《机动战士高达UC》第六集《宇宙与地球》主题曲）之后再次为该部动画献唱，音乐制作则同样是泽野弘之。
本单曲有CD＋DVD的初回生产限定碟、标准碟和限期生产的动画碟三种类型的CD发售，限期生产的动画碟的封面为插画家森下直亲绘制的全身散发绿色精神感应框体光芒的全武装型独角兽，并附赠有購入者特典活动“東京・大阪教会现场演唱”参加申请用明信片。首批发售的所有版本的单品均附有特典，内容包括DVD版的《StarRingChild》音乐视频、星屑式样的透明外盒以及内附的抽奖券。
2014年5月14日，《机动战士GUNDAM UC》的制作方发布了其最后一集的一个预告，以《StarRingChild》为配乐，配合画面则是法国克鲁尼美术馆所藏的织锦《贵妇人与独角兽》的影像。为配合单曲的发售和动画的上映，词曲作者泽野弘之和演唱者Aimer于2014年5月30日起在东京和大阪举办鋼彈UC特别演唱会“UnChild”。同时为了纪念单曲发售，自2014年5月22日起USTREAM直播Aimer的网络演唱会。单曲在发售首日就登上了公信榜每日单曲排行第三名，打破了Aimer此前凭借单曲《RE：I AM》所取得的初上榜第六名成绩。BANDAI CHANNEL的“〈月刊〉动画的秘密”于2014年4月25日播出的第9集中播出了《StarRingChild》的制作幕后故事。

## 收录曲目
CD
1. StarRingChild [5:27]
作詞・作曲・編曲：泽野弘之
机动战士GUNDAM UC episode 7「虹の彼方に」主題歌
2. Even Heaven [7:38]
作詞：aimerrhythm、作曲・編曲：釣俊輔、玉井健二
3. Mine [5:06]
作詞：aimerrhythm、作曲：森本チカラ、編曲：玉井健二、大西省吾
4. StarRingChild（Movie ver.） [3:25]
作詞・作曲・編曲：澤野弘之
5. StarRingChild（instrumental） [5:27]
作詞・作曲・編曲：澤野弘之
6. Even Heaven（instrumental） [7:35]
作詞：aimerrhythm、作曲・編曲：釣俊輔、玉井健二

DVD 初回限定盤
- 「StarRingChild」音乐视频

## 参加音乐家

### StarRingChild
- 山内優 - 鼓手
- 田边としの - 贝斯
- 飯室博 - 吉他
- 澤野弘之 - 钢琴、编曲

### Even Heaven
- 釣俊輔 - 编曲和乐器演奏

### Mine
- 佐藤慎悟 - 钢琴
- 大西省吾 - 编曲和乐器演奏

## 制作人员
- 執行製作人: 村松俊亮、桂田大助、岸本俊一、玉井健二
- 艺术指导和设计（日语：ディスクジャケット） - 松田剛
- 攝影師 - 加藤アラタ
- 美发师 - 赤石侑香
- 化妆师 - 時田 範子
- 服装设计（黑） - スズキタカユキ
- 服装设计（白） - さくらいかおり
- 发型化妆师（日语：ヘアメイクアーティスト） - 大西あけみ

### StarRingChild
- 製作人 - 澤野弘之
- 导演 - 堀口泰史
- 录音和混音工程师 - 相澤光紀
- 助理工程师 - Sho Suzuki, 铃木宽明、高西和明
- 母带工程师 - 茅根裕司
- 在LAB recorders录音
- 在Studio Sound Valley混音

### Even Heaven／Mine
- 製作人 - 玉井健二
- Directed & Organized - 森岡英貴 (agehasprings)
- 录音工程师 - 森真樹
- 混音工程师 - 関根青磁
- 母带工程师 - 茅根裕司
- 在Studio Device录音
- 在Tune Studio混音

### StarRingChild 音乐视频
- 制作 - factory1994
- 制片 - Haburashi
- 导演 - フカツマサカズ
- 摄像 - Shinya Yamada
- Gaffer - Takuma Saeki (IMDb)
- VFX SUPERVISOR - Dj HiRo
- DIGITALARTIST - Sho Tetsuka
- 发型及化妆 - 川島享子
- 美发师 - HIROAKI IRIYAMA
- 出演 - Lake Wallace, Alice Fleming, Brandon Algle

## 发行历史
| 日期          | 发售商          | 规格                    | 编号          | 备注                 |
| ------------- | --------------- | ----------------------- | ------------- | -------------------- |
| 2014年5月21日 | DefSTAR RECORDS | CD + 數碼多功能影音光碟 | DFCL 2060/61  | 12cm, 初回限定盤     |
| 2014年5月21日 | DefSTAR RECORDS | CD                      | DFCL 2062     | 12cm, 通常盤         |
| 2014年5月21日 | DefSTAR RECORDS | CD                      | DFCL 2063     | 12cm, 期間生産限定盤 |
| 2014年5月28日 | DefSTAR RECORDS | 数字下载                | 875146149     | ITunes Store         |
| 2014年5月28日 | DefSTAR RECORDS | 数字下载                | 1000316306    | RecoChoku            |
| 2014年5月28日 | DefSTAR RECORDS | 数字下载                | 4560429726937 | mora                 |

## 商業搭配
| 曲名          | 商業搭配                                       |
| ------------- | ---------------------------------------------- |
| StarRingChild | 機動戰士GUNDAM UC episode7《虹之彼方》的主題歌 |

## 購入特典
- 『StarRingChild EP』告知海報[26]
- TOWER RECORDS限定　Aimer『StarRingChild EP』原创海报
- 2014年6月15日 TOWER RECORDS「TOWER OF LOVERS LIVE @ TOWER RECORDS澀谷店『CUTUP STUDIO』」

## 脚注
1. ↑  . AcFun弹幕视频网. 2014-05-19  [2014-05-28]. （原始内容存档于2014-05-28） （中文（中国大陆））. 发售方：Defstar Records
2. 1 2  . Oricon Inc.   [2014-05-28] （日语）. 過去最高 3位 登場回数 1回
3. ↑  . Hanshin Contents Link Corporation.   [2014-05-28]. （原始内容存档于2014-06-03） （日语）. 17 StarRingChild Aimer(エメ)
4. ↑  . Hanshin Contents Link Corporation.   [2014-06-07]. （原始内容存档于2014-06-03） （日语）. 2 StarRingChild Aimer(エメ)
5. ↑  . Hanshin Contents Link Corporation.   [2015-05-28]. （原始内容存档于2016-03-04） （日语）. 5 StarRingChild Aimer(エメ)
6. ↑  . RecoChoku Co.,Ltd.   [2015-05-28]. （原始内容存档于2014-07-17） （日语）.
7. ↑  . RecoChoku Co.,Ltd.   [2015-05-28]. （原始内容存档于2013-03-10） （日语）.
8. ↑  . RecoChoku Co.,Ltd.   [2014-05-28]. （原始内容存档于2014-07-17） （日语）.
9. ↑  . LabelGate Co.,Ltd.   [2014-05-28]. （原始内容存档于2016-03-04） （日语）.
10. ↑  . LabelGate Co.,Ltd.   [2014-05-28]. （原始内容存档于2015-04-30） （日语）.
11. ↑  2014年6月6日付け、. RecoChoku Co.,Ltd.   [2014-06-07]. （原始内容存档于2014-07-17） （日语）.
12. ↑  2014年6月6日付け、. RecoChoku Co.,Ltd.   [2014-06-07]. （原始内容存档于2013-03-10） （日语）.
13. ↑  2014年6月6日付け、. RecoChoku Co.,Ltd.   [2014-06-07]. （原始内容存档于2014-07-17） （日语）.
14. ↑  2014年5月29日付け、. ONGAKU SHUPPANSHA Co.,Ltd.   [2014-06-07]. （原始内容存档于2014-10-07） （日语）.
15. ↑  贪婪大陆. . 贪婪大陆. 2014-03-20  [2014-05-28]. （原始内容存档于2014-05-28） （中文（中国大陆））. 同名主打被选为了OVA动画「机动战士高达UC」最终章“episode7 虹之彼方”的主题歌……继前作“episode6 宇宙与地球”后，再度为这部动画系列演唱歌曲……担当制作的是知名音乐人泽野弘之……还会囊括「Even Heaven」「Mine」两首配曲……CD分别会以附带DVD的初回限定盘、通常盘，以及有着动画配套特殊封面的“机动战士高达UC盘”三种形式面世……
16. ↑  Angela. . 米娜时尚网. 2014-05-19  [2014-05-28]. （原始内容存档于2014-07-09） （中文（中国大陆））. 发行时间：2014年5月21日……SONY旗下优质女声Aimer……「StarRingChild」作为《机动战士高达UC 第七话：虹之彼方》的主题曲……收录该曲的伴奏带和Movie版歌曲……单曲中的第二曲「Even Heaven」……「Mine」为抒情慢歌……
17. ↑  . GUNDAM.INFO. 2014-04-15  [2014-05-28]. （原始内容存档于2016-03-05） （中文（中国大陆））. 限期生产的动画碟封面，采用由插画家森下直亲绘制……闪耀着精神感应框体绿光的全武装型独角兽……还有CD＋DVD初回生产限定碟、标准碟等3种版本……【特典】 ○“敢达UC”插图特制包装 ○“敢达UC”特别手册 ○“敢达UC”封面图案特别贴纸 ○内含回函券 ※首批次限定
18. 1 2  . GUNDAM.INFO. 2014-05-21  [2014-05-28]. （原始内容存档于2016-03-05） （中文（臺灣））. 推出僅有CD的「標準版」和附有MV DVD的「初回生產限定版」、插畫家・森下直親親筆繪製盒面插圖的「期間生產限定版」3種版本……全版本的首批出貨商品皆有特典……【特典】 ○DVD「StarRingChild」 MUSID VIDEO（STEREO / 5.1ch） ○星屑透明外盒 ○內有抽獎券……通常碟（僅有CD）……期間生產限定碟（動畫碟）
19. ↑  . GUNDAM.INFO. 2014-05-14  [2014-05-28]. （原始内容存档于2016-03-05） （中文（中国大陆））. 新PV“贵妇人与独角兽”EDITION……episode 7主题曲“StarRingChild”和在法国国立克鲁尼中世纪美术馆珍藏的“贵妇人与独角兽”融合的影像
20. ↑  . GUNDAM.INFO. 2014-04-04  [2014-05-28]. （原始内容存档于2016-03-05） （中文（中国大陆））. 泽野弘之、和演唱episode 6・7主题曲的Aimer，决定举办梦幻组合演唱会“UnChild”……5月30日（五）在大阪・BIGCAT、6月1日 （日）在东京・Zeep Tokyo举办……会有乐团演奏“EGO”、“REMI1ND YOU”等多首……
21. ↑  . GUNDAM.INFO. 2014-05-22  [2014-05-28]. （原始内容存档于2016-03-05） （中文（臺灣））. 5月22日（四）22：00起USTREAM將直播Aimer的網路演唱會……不定期舉辦的「Live at anywhere」第22彈……首日就登上公信榜CD單曲每日排行榜獲得第3名……打破了自己在上一回以episode 6主題曲「RE：I AM」的初登場第6名紀錄……iTunes及mora等其它音樂商城網站，預定5月28日（三）開始上架……「RecoChoku」也配合CD發售同時搶 先獨家上架。現在正舉辦特別活動
22. ↑  . GUNDAM.INFO. 2014-04-25  [2014-05-28]. （原始内容存档于2016-08-20） （中文（中国大陆））. 以及“StarRingChild”的 制作秘辛
23. ↑  . Apple Inc.   [2014-05-28]. （原始内容存档于2014-09-21） （日语）.
24. ↑  . RecoChoku.   [2014-05-28]. （原始内容存档于2014-06-25） （日语）.
25. ↑  . mora.   [2014-05-28]. （原始内容存档于2014-07-02） （日语）.
26. ↑  . Defstar Records.   [2014-06-06]. （原始内容存档于2014-07-14） （日语）.